# アミラル・ムルヂェスク (機雷敷設艦/海防艦)
アミラル・ムルヂェスク（ルーマニア語: Amiral Murgescu）は、ルーマニア海軍の機雷敷設艦/海防艦。後にソビエト連邦海軍に接収され、ドン（ロシア語: Дон）として運用された。

## 構造
基準排水量812t、満載排水量1068t。全長76.9m、全幅9.1m、吃水2.5m。当初はSK105mm両用砲2門、ラインメタル37mm機関砲2門、エリコン20mm機関砲4門、ルイス13.2mm機銃4挺、爆雷投射機2基と機雷135個を備えた+爆雷65個。乗員135人、1,100馬力のクルップ製ディーゼルエンジン2基（合計出力1,800馬力）で、速力16ノット、航続距離3,400海里に達した。

## 艦歴
1938年8月1日起工、1939年6月14日、カロル2世により進水した。
最初の任務は1941年6月16日から19日にかけて、コンスタンツァ港防衛のため機雷敷設艦「アゥロラ」、改装機雷敷設艦「レヂェーレ・カロル1世」と共にコンスタンツァの北（ナボダリ）に位置するミディア岬から、南に位置するツズラまでの海域に1,000個の機雷を敷設した。23日、ソビエト連邦による空襲により2名が負傷、翌日にも発生した空襲では2機を撃墜し、これが直接的な戦闘での初戦果となった。
ソビエト連邦黒海艦隊による26日のコンスタンツァ襲撃の際には駆逐艦「マラシュティ」、「レヂーナ・マリーア」、ドイツ軍ティルピッツ沿岸砲台と共に防戦に当たり航空機2機を撃墜し、機雷原によりキーロフ級軽巡洋艦「ヴォロシーロフ」が損傷、レニングラード級駆逐艦「モスクワ」が沈没している。後に潜水艦4隻（Shch-213、M-25、M-34、Shch-208）がこの機雷原によって沈没しているが、1943年にドイツのRボート「R-36」も沈没している。
7月、対空戦闘のために105mm砲の防楯を撤去した。8月5日の空襲で、3機を撃墜。総撃墜数は12機となっている。
10月7日から16日にかけて、改装機雷敷設艦「レヂェーレ・カロル1世」、「ダチア」と共に、ブルガリア、ルーマニア両海軍の護衛の下、機雷原4箇所、部分的な機雷原1箇所を構築した。潜水艦4隻（S-34、L-24、Shch-210、Shch-211）が、これらの機雷原で失われた。
1942年2月、ドナウ川河口のスリナに機雷原を構築した。
6月24日、「ダチア」と共にオデッサ沖で機雷を敷設。これにより潜水艦2隻（M-33、M-60）、砲艇2隻（YA-26、YA-27）が沈没している。
1942年10月29日から30日と11月5日には、「ダチア」と共にズミイヌイ島を防護するため機雷原2つを構築した。12月11日に潜水艦「Shch-212」がこの機雷により沈没した。17日には潜水艦「M-31」が沈没しているが、1943年7月7日に「マラシェスティ」による撃沈とする説もある。12月1日、軽巡洋艦「ヴォロシーロフ」とストロジェヴォイ級駆逐艦「ソオブラジーテリヌイ」が、ズミィイヌイィ島を砲撃した。「ヴォロシーロフ」は触雷したが自力航行が可能であり、ポティまで後退し修理に入った。砲撃では180mm砲弾46発、100mm砲弾57発が打ち込まれたが、被害は無線局、兵舎、灯台にとどまった。
1943年9月15日、ドイツ海軍の護衛下でドイツの改装機雷敷設艦2隻と共にヘルソン湾口付近に機雷を敷設した。
機雷敷設に当たらない時期には、船団護衛に充当された。1942年11月から1943年9月にかけて、コンスタンツァ - セヴァストポリ間で16回の護衛任務をこなした。中でも1943年7月19日から20日の任務は、単艦で行われた。1944年4月15日、クリミア半島からの撤退戦では、5度の爆撃を受け、2機を撃墜したが、105mm砲と20mm機関砲各1門が損傷した。1944年5月12日、撤退戦においてクリミア半島を離れる最後のルーマニア艦艇となった。
5月25日から26日には、スリナ沖で既存の機雷原を強化するため「ダチア」と共に機雷を敷設したが、8月22日にドイツのSボート「S-148」が触雷し、沈没した。
5月29日、 ルーマニア星勲章とルーマニア王冠勲章が授けられた。
1944年8月23日のルーマニア革命後、9月8日にソビエト連邦に接収され「ドン」となった。1945年4月2日練習艦に改装、1947年1月18日母艦となり、1947年2月9日指揮艦となった後、1956年5月7日に武装を降ろし宿泊艦「PKZ-107」、さらに1958年1月4日工作艦「PM-76」（1958年1月8日、「PMR-76」に改称）へと任務を変えて運用され、1988年5月27日除籍、7月4日に解体のため売却された。

### 艦長
| 艦長               | 在任      |
| ------------------ | --------- |
| Alexandru Dumbravă | 1941–1942 |
| Ovidiu Mărgineanu  | 1942–1943 |
| Gheorghe Harting   | 1943      |
| Anton Foca         | 1943–1944 |

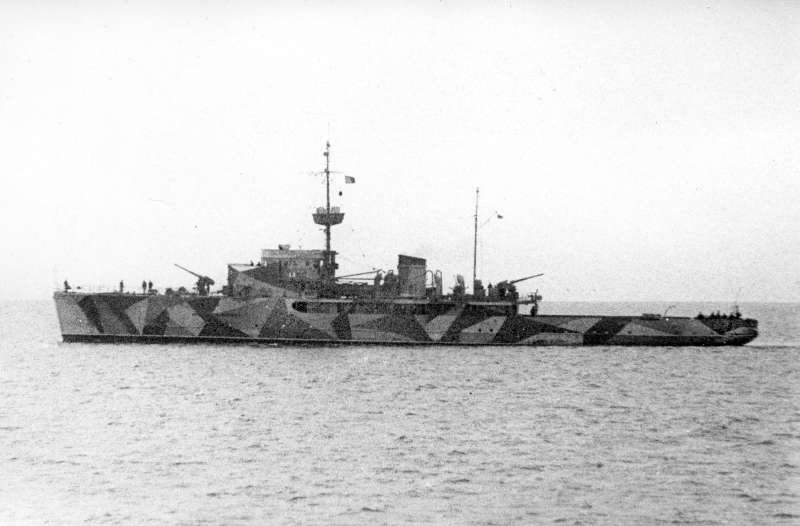
第二次世界大戦期のアミラル・ムルヂェスク
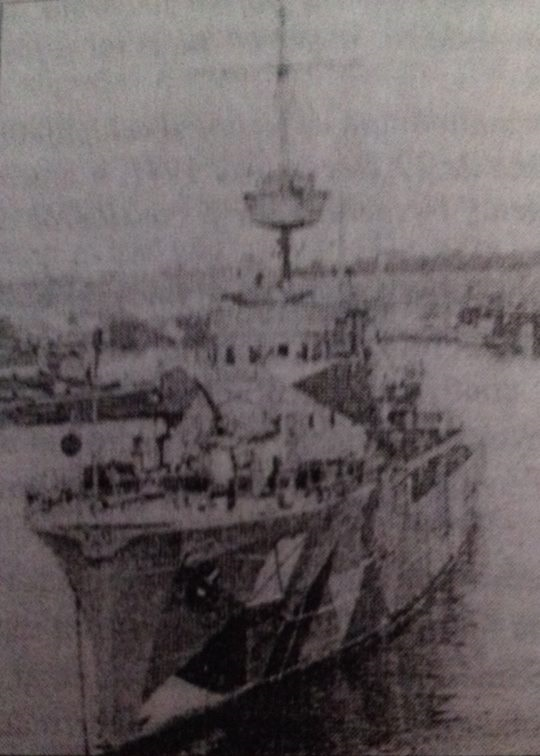
正面からの撮影
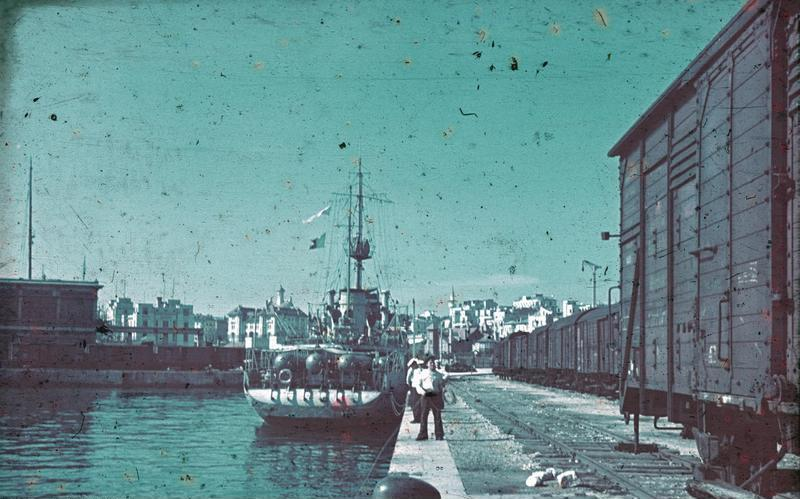
機雷を搭載するアミラル・ムルヂェスク（1941年10月、コンスタンツァ）

## 姉妹艦
- 名称: としてチェタテ・アルバ（Cetatea Albă）
- 起工:1939, ガラツィ 造船所, ルーマニア[47][48]
- 竣工:1940, ブローム・ウント・フォス, ハンブルク[49]